# Cassel (Wisconsin)
Cassel – miasto w Stanach Zjednoczonych, w stanie Wisconsin, w hrabstwie Marathon.